# Amami du Sud
Pour les articles homonymes, voir Amami.
La langue amami du Sud est parlée au Japon, au sud de l'île d'Amami-Ōshima et dans les petites îles avoisinantes. Une langue proche, l'amami du Nord, est parlée au nord de l'île. Elles font partie du groupe des langues ryukyu, apparentées au japonais.